# Battaglia di Wakefield
La battaglia di Wakefield ebbe luogo nella località omonima nel West Yorkshire il 30 dicembre 1460. Fu uno dei maggiori scontri della Guerra delle due rose che vide contrapposto l'esercito del prigioniero Enrico VI d'Inghilterra e di sua moglie Margherita d'Angiò insieme ai loro alleati contro quello yorkista guidato da Riccardo Plantageneto, III duca di York pretendente al trono.

## La guerra dei cugini
Il Casato dei Lancaster si era insediato sul trono inglese sin dal 1399 quando era divenuto re Enrico di Bolingbroke, Duca di Lancaster, dopo che aveva deposto suo cugino, l'impopolare Riccardo II d'Inghilterra. Il regno di Enrico IV fu attraversato da diverse rivolte che nacquero dai dubbi che circolavano attorno al suo diritto di essere sul trono, se Riccardo II era stato infatti il figlio del defunto Edoardo il Principe Nero primogenito di Edoardo III d'Inghilterra, Enrico non era che il figlio del quartogenito Giovanni Plantageneto, I duca di Lancaster. In ogni caso alla morte gli successe il figlio Enrico V d'Inghilterra che riuscì a dare lustro e forza alla casa dei Lancaster conquistando parte della Francia e divenendo l'eroe della battaglia di Agincourt. Nel 1422 Enrico V morì lasciando il trono al figlio Enrico VI d'Inghilterra di appena nove mesi, quando questi crebbe si dimostrò un re inadatto ai tempi e mostrò diversi segni di disturbi mentali che lo portarono a lunghi periodi in cui rimaneva totalmente assente. I reggenti che governarono durante la sua minore età non furono sempre concordi fra loro, specie riguardo alla conduzione della Guerra dei cent'anni e verso la fine del decennio del 1440 si divisero in due fazioni, una capitanata da Riccardo Plantageneto, III duca di York e l'altra invece guidata da Edmund Beaufort, II duca di Somerset (1406-22 maggio 1455), il primo partito più propenso alla guerra ed il secondo alla pace.
Riccardo Plantageneto non era comunque solo un uomo ricco, forse il più ricco del paese, ma discendeva anch'egli da Edoardo III attraverso il suo terzogenito Lionello Plantageneto, I duca di Clarence, ed il suo quintogenito Edmondo Plantageneto, I duca di York, e questo poteva far supporre che potesse avanzare delle, consistenti, pretese al trono. Il suo rivale invece apparteneva alla famiglia dei Beaufort che discendeva anch'essa da Giovanni Plantageneto, I duca di Lancaster, anche se erano figli del suo matrimonio, dopo il quale vennero legittimati, con Katherine Swynford, una donna di bassa estrazione nobiliare che era stata a lungo la sua amante.
Riccardo Plantageneto governò brevemente come Lord Protettore nel 1453 dopo il primo crollo mentale di Enrico VI, ma il re dopo qualche mese di riprese e Somerset tornò a corte, in tale periodo era nato anche il suo primo figlio Edoardo di Lancaster che frustrava ulteriormente le aspirazioni regali del Plantageneto.
Egli comunque non restò a guardare e nel 1455 raccolse i propri alleati, il figlio Richard Neville, XVI conte di Warwick ed il cognato Richard Neville, V conte di Salisbury e scatenò la guerra nella Prima battaglia di St Albans nella quale perirono molti dei loro rivali.
Dopo la battaglia, vinta dagli York, il Plantageneto riaffermò la propria lealtà al re, ritornò ad essere Lord Protettore e venne anche nominato Lord luogotenente d'Irlanda.

## Ad un passo dalla corona
A questi eventi seguì una pace precaria ed in seguito a falliti tentativi di riconciliazione le ostilità scoppiarono di nuovo nel 1459. Riccardo tornò dall'Irlanda senza permesso e concentrò un gran numero di uomini presso la sua fortezza a Ludlow nelle Marche gallesi. Dopo essere stato sconfitto nella battaglia di Ludford bridge del 12 ottobre il Plantageneto riparò nuovamente in Irlanda per chiedere il supporto del parlamento irlandese, mentre i suoi alleati e suo figlio Edoardo scapparono verso Calais di cui il conte di Warwick era Conestabile. I Lancaster provarono a mettere loro le mani addosso, ma senza successo, dall'Inghilterra li dichiararono attainder, un'espressione del diritto penale che indicava la corruzione del sangue e traditori, a quel punto solo una riuscita invasione avrebbe potuto riportare agli York i loro titoli e le loro proprietà.
Le coste meridionali inglesi furono più volte razziate da gruppi di pirati assoldati dai Neville che nel 1460 invasero il sud del paese dove Warwick poteva contare su un discreto appoggio popolare ed infatti presto raggiunsero Londra. Da lì si mossero verso nord per incontrare l'esercito della regina e vinsero alla battaglia di Northampton del 10 luglio 1460, il re fu nuovamente catturato e portato nella capitale dove fu confinato nel palazzo del Vescovo di Londra, mentre i Neville nominavano se stessi ed i loro congiunti alle più alte cariche dello stato. Il Plantageneto giunse a Londra da Chester in gran pompa, ma quando incontrò il parlamento e chiese di essere incoronato fu accolto da un silenzio assordante. Forse persino i suoi alleati non erano pronti a un tale passo e così la Camera dei Lords stilò il cosiddetto Act of Accord in base al quale Riccardo avrebbe governato come Lord Protettore, il giovane Edoardo di Lancaster veniva diseredato e così alla morte di Enrico VI egli avrebbe avuto il trono.

## Il posizionamento degli eserciti
Al tempo della battaglia di Northampton la regina e suo figlio si erano rifugiati a Coventry, da lì erano partiti, insieme a briganti e fuorilegge per lo Cheshire e di nuovo erano andati alla volta del Castello di Harlech dove si erano uniti al lancastriano, e fratellastro di Enrico, Jasper Tudor, conte di Pembroke (1431-dal 21 al 26 dicembre 1495) che stava reclutando un esercito nel Galles. Da lì Margherita partì di nuovo alla volta della Scozia dove ricevette, dalla regina consorte Maria di Gheldria, altra assistenza militare in cambio del ritiro degli inglesi da Berwick-upon-Tweed. Nello stesso momento i lancastriani si stavano radunando nel nord del paese ed alla fine tutte le truppe si radunarono presso Kingston upon Hull.
Anche gli Yorkisti si andavano raccogliendo, il Plantageneto comunicò al figlio Edward di raggiungerlo al nord e di lasciare il comando della capitale a Warwick ed insieme al primogenito arrivò anche il figlio minore Edmund, conte di Rutland (17 maggio 1443-30 dicembre 1460). Alla fine i due schieramenti si erano appostati, i lancastriani erano quasi il doppio degli yorkisti che iniziarono la battaglia in netto svantaggio.

## Perché quel momento?
Il 21 dicembre il Plantageneto arrivò al Castello di Sandal presso Wakefield, mandò alcune truppe in avanscoperta presso Pontefract, ma i lancastriani li respinsero, scrisse allora al figlio Edward per chiedere dei rinforzi, ma prima che questi potessero arrivare, il 30 dicembre cominciò a dare battaglia.
Non è ancora chiaro come mai il duca scelse di non attendere le truppe di rinforzo, forse credendo che i lancastriani non fossero in schiacciante superiorità numerica ed essendo, magari, a corto di vettovaglie preferì affrontare il nemico in campo aperto piuttosto che ingaggiare un lungo ed estenuante assedio. In questo potrebbe essere stato ingannato per il fatto che solo metà dell'esercito di Lancaster avanzò verso il castello passando per la pianura di Wakefield Green che si trovava fra il maniero ed il Calder (fiume), mentre la restante metà restò nascosta fra gli alberi intorno.
Un'altra ipotesi vuole che Riccardo sia stato ingannato dai Neville di Raby che avrebbero esposto falsi colori così da far intendere che Warwick stesse mandando dei rinforzi o che il loro capofamiglia Ralph Neville, II conte di Westmorland (1408-3 novembre 1484) si fosse finalmente deciso a sostenere la loro causa al pari dell'altro ramo Neville della famiglia. Un'altra ipotesi ancora vorrebbe che fosse stata concordata una data per la battaglia, il 6 gennaio, ma che non appena gli Yorkisti si spinsero verso l'esterno i Lancaster ne approfittarono per attaccarli a tradimento approfittando dell'effetto sorpresa, della loro inferiorità numerica e della carenza di vettovaglie. Ovviamente c'è un'ultima spiegazione e cioè che Riccardo avesse semplicemente deciso di dare il via alle danze.
Sia come sia l'esercito di York fu circondato e distrutto. Nella battaglia morirono parecchi soldati, ma non furono i soli a perdere la vita, Riccardo fu ucciso e così anche il conte di Salisbury ed il suo quartogenito Thomas ed il genero William Bonville, VI barone Harington.

## Conseguenze
A seguito della battaglia le teste di Riccardo e del conte di Salisbury vennero appese alle mura di York, ma la sua morte non segnò certo la fine della guerra o delle pretese yorkiste. In ogni caso i Lancasteriani riuscirono ad arrivare a Londra dove sconfissero Warwick, senza però riuscire a prendere la città e, dopo aver vinto la Seconda battaglia di St.Albans riuscirono a recuperare il debole re Enrico. Nella battaglia di Mortimer's Cross il giovane figlio di Riccardo, Edoardo sconfisse i Lancastriani e fu proclamato, meno di un mese dopo, Edoardo IV d'Inghilterra. Il conte di Warwick avendo perso il proprio potere sul re vide sfumare la possibilità di avere per sé il trono e si dedicò alla causa dei figli di Riccardo con un certo successo.